# Mehdi Hüseynzadə
Mehdi Hüseynzadə (Миkhailo) (deutsch Mehdi Hüseynzade, aserbaidschanisch Mehdi Hənifə oğlu Hüseynzadə; * 22. Dezember 1918 in Nowchani; † 2. November 1944 in Vitovlje) war ein sowjetischer Leutnant aserbaidschanischer Abstammung. Während des Zweiten Weltkrieges kämpfte er in der Volksbefreiungsarmee Jugoslawiens und in kleineren Partisanenverbänden gegen die Wehrmacht. Nach seinem Tod wurde er mit dem Leninorden und als Held der Sowjetunion geehrt.

## Leben

### Bis zum Krieg
Mehdi Hüseynzade ist am 22. Dezember 1918 in dem kleinen Bakuer Dorf Nowchani geboren. Von 1932 bis 1936 absolvierte er ein Kunststudium an der Aserbaidschanischen Kunstschule. Ein Jahr später begann er mit einer Sprachausbildung für Französisch an der Universität für Fremdsprachen in Leningrad (heute Sankt Petersburg). 1940 kehrte er wieder in seine Heimat zurück und führte seine Ausbildung an der Aserbaidschanischen Pädagogischen Universität weiter.

### Kriegszeiten

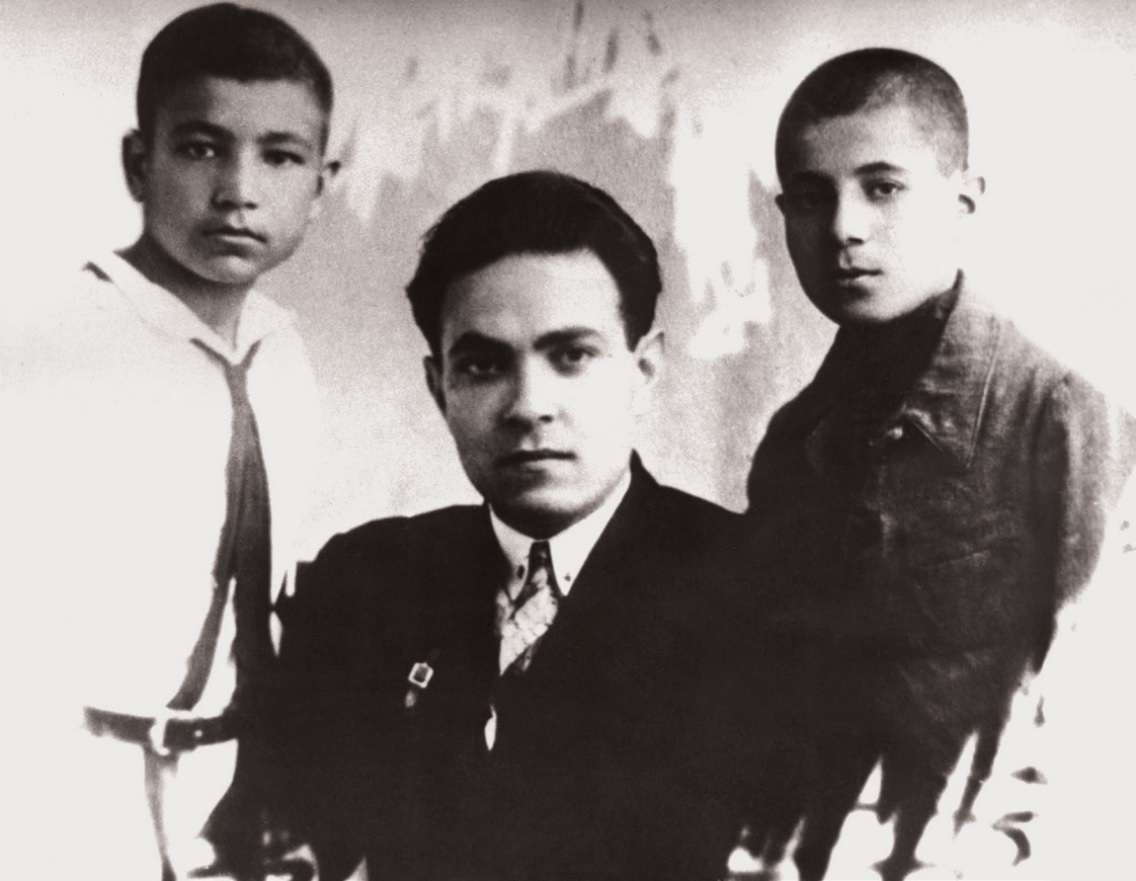
Mehdi Hüseynzadə, Səid Rüstəmov und Mürsəl Nəcəfov (von links nach rechts), 1930

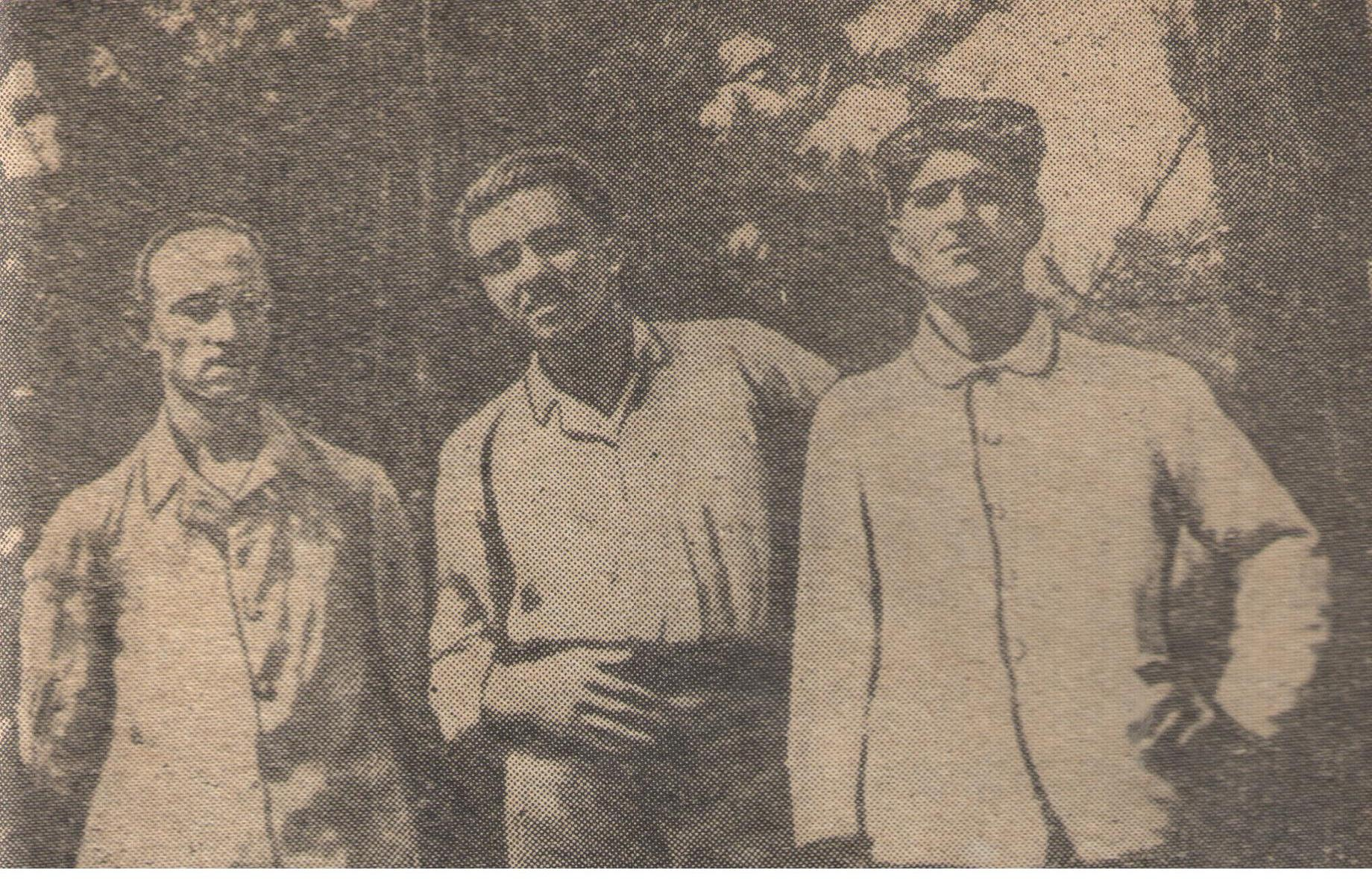
Mehdi (mittig) mit Kameraden, 1944

Den Überfall der deutschen Wehrmacht auf die Sowjetunion am 22. Juni 1941, erfuhr Mehdi Huseynzadehs Familie in ihrem Garten in Shuvalan. Ihre jüngere Schwester, Hurriyat Azizbeyova, überlieferte, dass ihre Großmutter versucht habe, ihren Neffen davon zu überzeugen, im Garten zu bleiben. Mehdi jedoch umarmte sie zunächst und verabschiedete sich mit den Worten über die Verteidigungspflicht der Heimat. Anschließend zog er in die Stadt und wartete auf eine Vorladung des sowjetischen Militärregistrierungs- und Einberufungsamtes. Am 9. August, 1941 trat Mehdi der Roten Armee bei.

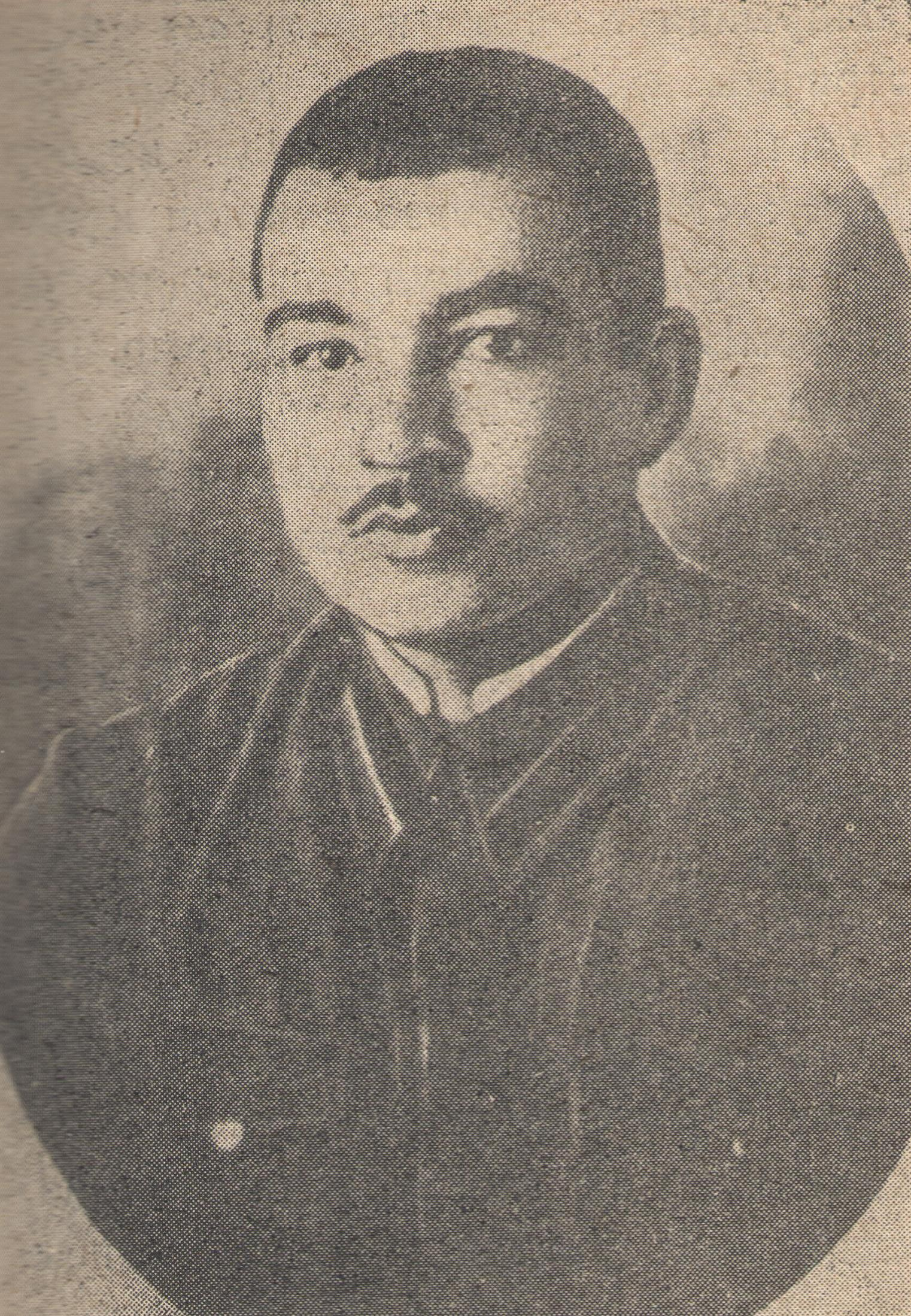
Mehdi Hüseynzadə an der Tbiliser Militärschule, 1941

Nach seinem Abschluss an der Tbiliser Militärschule wurde er im Jahre 1942 an die Front geschickt, wo zu der Zeit bereits heftige Kämpfe stattfanden. Als Kommandeur eines Mörserzuges nahm er an der Schlacht von Stalingrad teil. In seinem letzten Brief aus Stalingrad an seine jüngere Schwester schrieb er:

„Ich schreibe von der Front. Es sind heftige Schlachten. Die Gräueltaten der Nazis sind schwierig zu beschreiben. Sie verachten selbst keine abscheulichen Methoden. Morgen gehen wir in die Offensive. Ich gebe dir mein Wort, dass ich bis zum letzten Blutstropfen kämpfen werde. Ich werde heldenhaft kämpfen und die Ehre unserer Familie nicht desavouieren. Aber wenn ich sterben sollte, werde ich den Tod des Helden annehmen. Solange ich lebe, wirst du immer noch von mir hören. Bis bald!“

Im August 1942 wurde Mehdi bei der Stadt Kalatsch schwer verwundet als Kriegsgefangener genommen. In der Gefangenschaft wurde er zusammen mit Javad Hakimli und anderen in die Aserbaidschanische Legion aufgenommen. Mitte 1943, verbrachten die Wehrmachtsoldaten eine große Anzahl sowjetischer Kriegsgefangener, darunter auch Aserbaidschaner, aus dem Lager in Schtrans (Deutschland) in die Regionen von Jugoslawien, Triest und Italien. Bereits während der Zeit in dem Gefangenenlager in Schtrans gründeten die sowjetischen Kriegsgefangenen eine antifaschistische Untergrundorganisation, die Verbindungen zu italienischen und jugoslawischen Partisanen knüpfte. Mehdi Hüseynzadə war eines der aktiven Mitglieder dieser Organisation. Im Oktober 1943, als sich das aserbaidschanische Kriegsgefangenenlager in Norditalien in der Nähe von Udine befand, gelang es ihm, im Hauptquartier des Wehrmachtkommandos einen Plan für einen Überraschungsangriff der Nazis an die Partisanenabteilung „Garibaldi“ weiter zu leiten.

#### Der Partisan «Michailo»
Anfang 1944 floh Mehdi mit einer Gruppe von Kameraden aus einem italienischen Lager und schloss sich den jugoslawischen Partisanen des 9. Korps der Volksbefreiungsarmee an, das in der slowenischen Primorska operierte. Hier wurde aus den Aserbaidschanern eine „russische“ Kompanie des 4. Bataillons der 3. slowenischen Volksbefreiungsbrigade „Ivan Gradnik“ gebildet. Der Kommandant der Brigade wurde Cavad Həkimli, und zum Kommissar — erwählte man Меhdi. Das Unternehmen war in der Ortschaft Otlitsa in der Nähe eines sog. „Engelsbergs“, nördlich der Stadt Ajdovščina. Ab diesem Zeitpunkt beteiligte sich Mehdi unter dem Guerilla-Pseudonym „Michailo“ aktiv an der Partisanenbewegung in der Region. Der slowenische Partisan und Militärhistoriker Stanko Petelin bezeichnete ihn als einen der besten Saboteure im gesamten 9. Korps. Auch der Partisan Mahar Mammadov schrieb in seinen Memoiren:

„Dies war zu Beginn des Jahres 1944. Die Wehrmacht, die einheimische Bevölkerung und die Gefangenen nannten den Namen Michailo sehr oft, was uns damals nicht sehr bewusst war. Das war uns damals ein Rätsel. Bald wurde jedoch Einiges klarer. Wir wurden Hand in Hand mit Michailo geehrt, um gegen die Nazis zu kämpfen.“

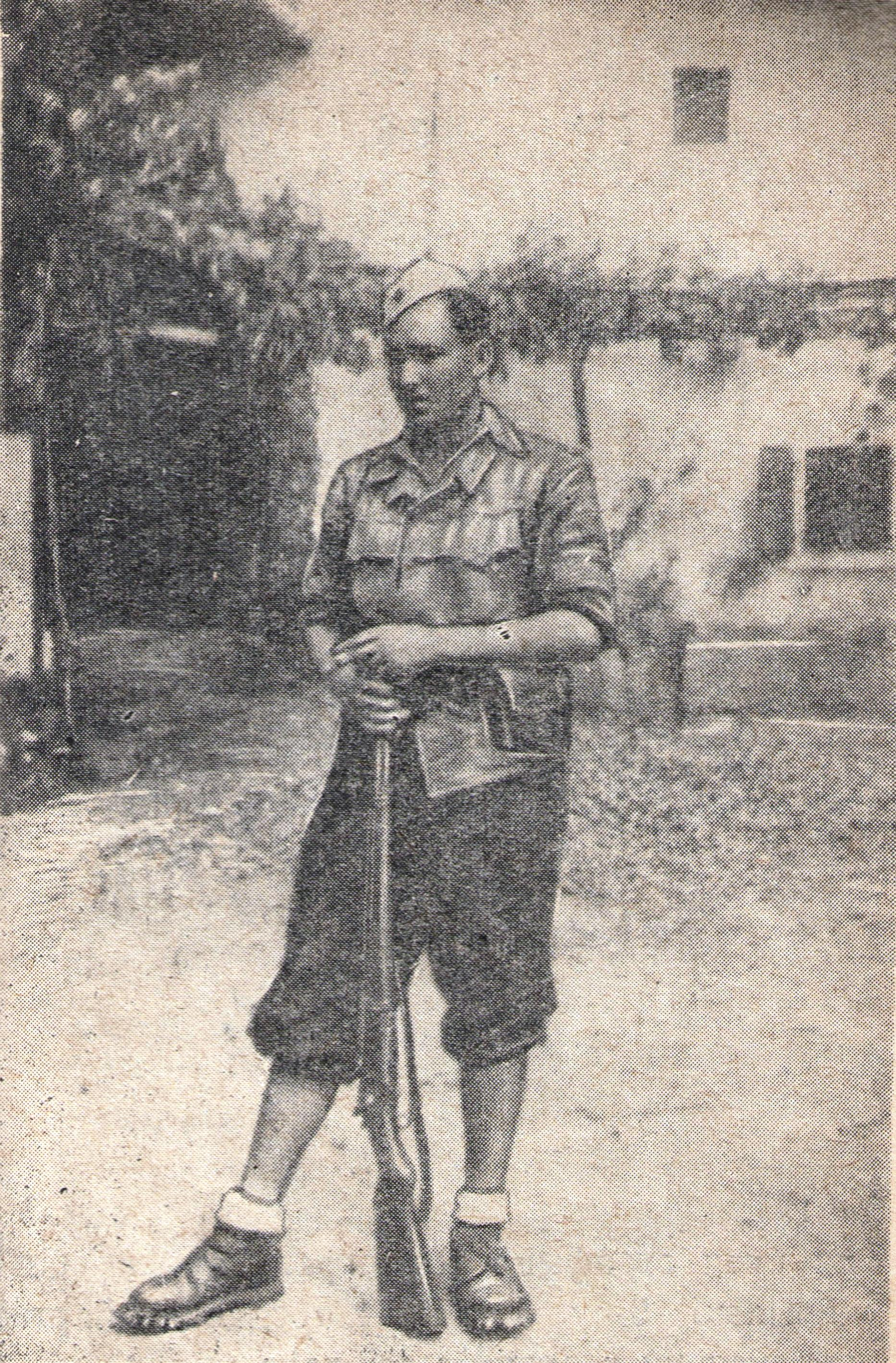
„Michailo“ als Partisan, 1944

Mitte Januar ergatterte Michailo zusammen mit seinen Kämpfern topografische Karten des Feindes, die von erheblicher Bedeutung waren. Im folgenden Monat begab er sich in Gestalt eines Wehrmachtoffiziers in eine nahe gelegene Kaserne und sprengte mit den an den Feuerlöschern platzierten Minen das Zentralgebäude in die Luft.
Am 2. April sprengte Mehdi zusammen mit Mirdamat Seyidov ein Kino während einer Filmvorführung im Dorf Opicina (Opčine) in der Nähe der Stadt Triest. Nachdem sie den Kinosaal betreten hatten, installierten sie leise eine Zeitbombe unter einem Sessel und verließen darauf das Gebäude. Bei der Explosion kamen 80 Menschen ums Leben, 60 wurden schwer verletzt, 200 Soldaten wurden leicht verletzt; 40 von ihnen starben an den Wunden im Krankenhaus. Im selben Monat, am 22. April, führte Michailo seine zweite große Operation durch. In der Via Carlo Ghega, Triest wurde das Gebäude des Soldatenheim-Restaurants, eines Soldatenhauses, gesprengt. Nachdem sie sich als Soldaten der italienischen Militärangehörige verkleidet hatten, betraten Mehdi und Mirdamat Seyidov das besagte Restaurant. Sie verteilten die Ampullen der Detonatoren in kleine Säcke und nahmen zwei Plätze am Tisch ein, worunter die Säcke mit Sprengstoff platziert wurden. Daraufhin verließen sie das Restaurant unter dem Vorwand, Coupons zu kaufen und liefen auf die Straße. Nach der Explosion konnten die Leichen aus den Trümmern des Gebäudes erst nach zwei Tagen geborgen werden.
Am 23. April wurde in der italienischen Zeitung Il Piccolo ein Artikel veröffentlicht, in dem es offiziell hieß: „Gestern, Samstag, haben die kommunistischen Elemente einen Terroranschlag auf die städtische Soldatenbaracke in Triest verübt, der das Leben einiger Soldaten der Wehrmacht und einiger italienischer Bürger kostete.“ Den damaligen Gestapomännern wurde vorgeworfen, Personen aus dem Friseursalon im selben Gebäude in Bezug auf die verübte Explosion festgenommen und hingerichtet zu haben.
Im selben Triest hatte Michailo die Redaktion und die Druckerei der Zeitung Il Piccolo in die Luft gesprengt. Nach einer Weile führte er  zusammen mit seinem Kameraden Ali Tagiyev und einem Antifaschisten Hans Fritz eine weitere Sabotage durch, indem er eine Brücke in der Nähe des Bahnhofs Postojna in die Luft jagte, wodurch ein Güterzug mit 24 Waggons abstürzte.
Michailo und M. Seyidov richteten auf Beschluss des Partisanenhauptquartiers den Gestapomann Major N. Kertner hin. Im Spätsommer führte Mehdi im Auftrag der Division zusammen mit Akper Agayev an der Spitze des Partisanenzugs eine Operation gegen die sich zurückziehende Einheit der Wehrmacht durch. Einige Soldaten und Offiziere starben bei dem Angriff sowie mehr als 10 feindliche Lastwagen wurden zerstört.
Im September 1944 betrat Michailo in Form eines technischen Dienstoffiziers den feindlichen Flugplatz und zerstörte 2 Flugzeuge und 25 Fahrzeuge mit Zeitrafferminen. Auch in demselben Monat gelang es ihm in der Stadt Görz, einen Laster mit Munition zu stehlen.
Im Oktober gelang es ihm in Görz, mit falschen Dokumenten und zwei weiteren Partisanen, die sich als „Gefangene“ ausgaben, als Wehrmachtsoffizier in dem städtischen Gefängnis die Tore zu öffnen. Durch diese Sabotage-Aktion konnten sich rund 700 Gefangene befreien, darunter auch 147 sowjetische Soldaten.
Im Auftrag des Kommandos des 9. Korps der Volksbefreiungsarmee  schuf und leitete Michailo eine Sabotage- und Aufklärungsgruppe im Hauptquartier der 31. Division. Nach den überlieferten Memoiren Javad Hakimlis, verstanden die Besetzer diese Gruppe als eine große Abteilung, die von Mehdi befohlen wurde." Auf seinen Kopf stellten das Wehrmachtkommando in Triest eine Belohnung von 400.000 Lire auf, jedoch ließ dieser Umstand ihn weiterhin schwer fassbar.

### Tod
Mehdi Huseynzade starb am 2. November 1944 im Dorf Vitovlje, in der Region Gorizia des slowenischen Küstenlandes, während der Rückkehr von einer Mission zum Hauptquartier des 9. Gebäudes, welches sich in dem zehn Kilometer nördlich gelegenen Dorf Chepovan befand.
Es gibt mehrere Aussagen über die Umstände seines Todes. Eine der frühesten Versionen basiert auf der Geschichte des Sohnes des Hausbesitzers, in das Michailo Zuflucht gesucht hatte. Er berichtet, dass ihr Haus unerwartet von Feinden umgeben war. Zur Hand hatte M. Huseynzade zwei Handgranaten und eine Fünfzehn-Schuss-Pistole. Als der Feind das Haus betrat, warf Michailo auf sie die zwei Granaten. Aufgrund des entstandenen Chaos, sprang er durch das hintere Fenster und eilte los. Die Soldaten, die ihn bemerkten, machten sich auf die Suche nach ihm. Um nicht gefasst zu werden, schoss er sich nach kurzer Zeit mit einer Waffe ins Herz.
Nach der slowenischen Überlieferung blieben Michailo und die drei slowenischen Saboteure Ivan Sulič-Car, Adam Zorn und Jordan Gorjan am 1. November 1944 im Hauptquartier des 9. Korps im Dorf Vitovlje. In Vitovlje und im Dorf Ranziano hatten die Partisanen geheime Basen, aus denen sie Missionen auf das von der Wehrmacht besetzte Gebiet durchführten.
Nach der Aussage von Adam Zorn, war der Stall des Hauptquartiers, in dem die acht Partisanen untergebracht waren, nachts unerwartet von feindlichen Soldaten umgeben. Michailo und der Slowene Dreychek (richtiger Name: Andrey Komel) versuchten aus der Umzingelung auszubrechen, wurden jedoch durch Maschinengewehre getötet. Laut A. Zorn haben die italienischen Militäreinheiten mit der Wehrmacht in dieser Nacht eine Durchsuchungsaktion im gesamten Dorf durchgeführt. A. Zorn selbst wurde von den patrouillierenden Soldaten bei der Inspektion der Krippe zusammen mit einem anderen Partisanen gefangen genommen. Der Rest blieb unentdeckt.
Die Geschichte von Javad Hakimli, dem Stabschef des „sowjetischen“ Bataillons der Bazovitsky-Brigade und engen Freund von Michailo, unterscheidet sich in einigen Details. Ihm zufolge verbrachten Partisanen die Nacht im Keller. Als die Soldaten sie umzingelten, wurde Michailo beim Versuch, die Absperrung zu durchbrechen, verwundet und erschoss sich, um der Gefangenschaft zu entgehen.
Die Leiche von Mehdi wurde von Anwohnern und von den Partisanen des 2. „russischen“ Bataillons der 18. slowenischen Schock-Bazovitsky-Brigade auf dem Friedhof des Dorfes Chepovan beigesetzt. Auf seinem Grab befand sich eine Holzpyramide mit einer angebrachten Eisenplatte mit einer Aufschrift.
Wie es dem Bericht des Hauptquartiers der 30. Division an das Kommando des 9. NOAU-Korps vom 9. November 1944 zu entnehmen ist, planten die Wehrmachtsoldaten am Vorabend des Todes von Mehdi, in der Nacht vom 30. auf den 31. Oktober, systematisch eine Offensive auf das Trnovsky-Plateau für den anschließenden Angriff auf das von den Partisanen kontrollierte Gebiet. Die Operation begann am 31. Oktober von der Straße Goritsa – Aidovščina mit dem Transfer fortgeschrittener Einheiten in die Dörfer Vitovle und Šmihel. In der Nacht vom 31. auf den 1. November stellte eine Patrouille der 19. slowenischen Brigade die Anwesenheit deutscher Truppen auf dem Weg von Vitovle zur Straße Trnovo-Lokve fest. Zur gleichen Zeit begegnete die Patrouille, die von den Partisanen nach Vitovla selbst geschickt wurde, den Truppen hier in der Nähe der Kirche Maria-Himmelfahrt. Vom 1. bis 2. November unternahmen die Soldaten mehrere Versuche, in den Kamm des Trnovsky-Plateaus einzudringen. Die Kämpfe in Richtung des Dorfes Trnovo dauerten bis zum 6. November.

## Nach seinem Tod

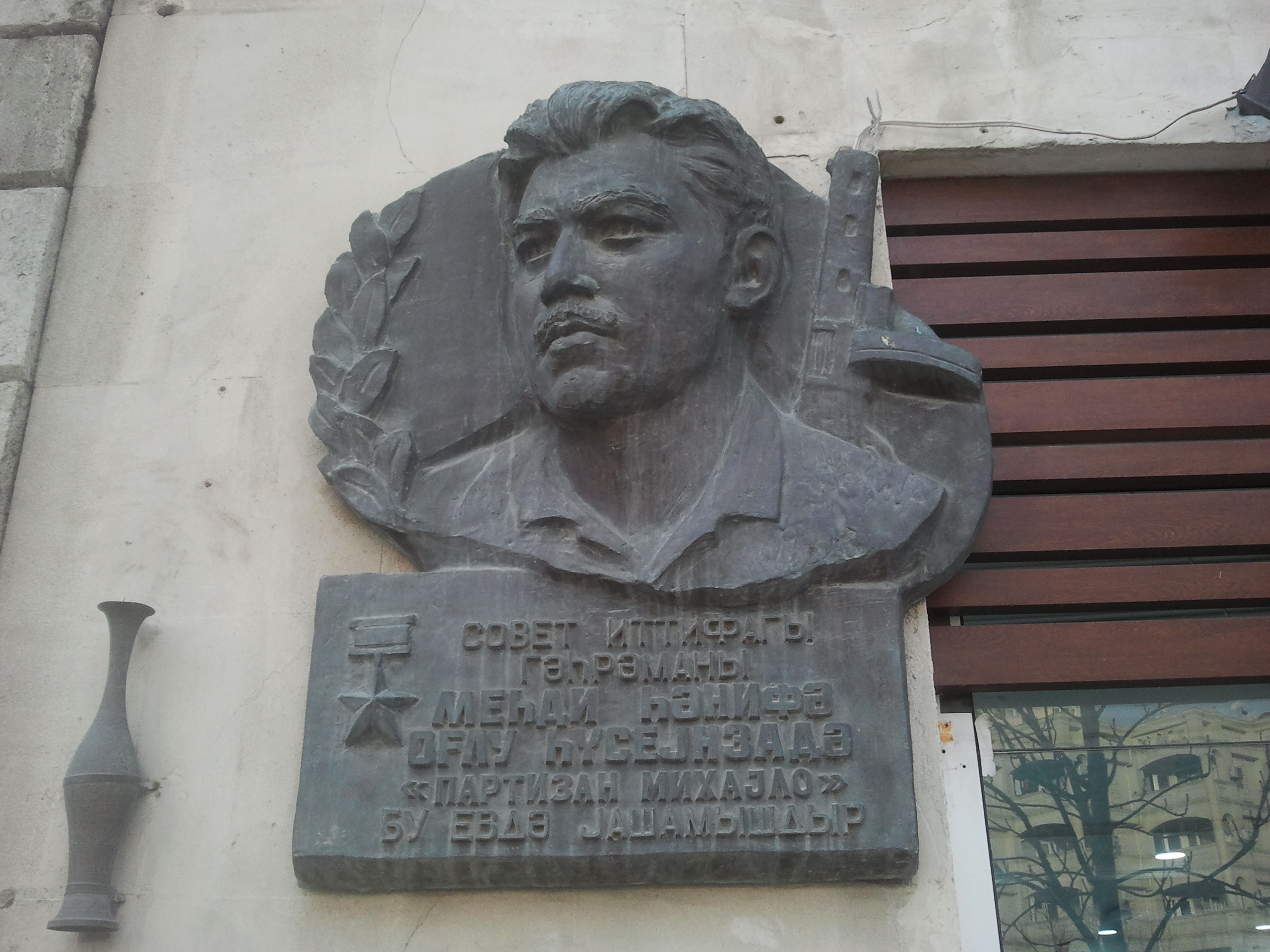
Eine der Gedenktafeln in Baku

Die Rolle und Aktivitäten von Mehdi in den Reihen der Volksbefreiungsarmee waren der Öffentlichkeit der Sowjetunion lange Zeit nicht bekannt. Am 31. Mai 1956 veröffentlichte die Zeitung Krasnaja Swesda, basierend auf den Erinnerungen des ehemaligen Partisanen V. Sokolov, einen Artikel mit dem Titel „Der Mut des Partisanen“, der den Heldentaten von Michailo gewidmet war.
Später, im Oktober desselben Jahres, verschriftlichte ein anderer ehemaliger Partisan – G. A. Zhilyaev – die sog. „Memoiren von Mehdi Huseynzade (Michailo)“ auf und übertrug das Manuskript an das Institut für Geschichte der Akademie der Wissenschaften der Aserbaidschanischen SSR. Das Institut sammelte bald eine beträchtliche Menge an Material über die Heldentaten des Partisanen, wonach der Erste Sekretär des Zentralkomitees der Kommunistischen Partei Aserbaidschans, Imam Mustafayev, einen geheimen Brief an das Zentralkomitee der KPdSU sandte. Der KGB der aserbaidschanischen SSR leitete eine geheime Untersuchung ein, die das Heldentum von Mehdi während des Zweiten Weltkriegs in Jugoslawien und Italien bestätigte. F. Kopylov schrieb im Zentralkomitee der SSR Aserbaidschan: „Die Botschaft der UdSSR in Jugoslawien appellierte an die zuständigen jugoslawischen Behörden mit der Bitte, die Aktivitäten von Huseynzade in der jugoslawischen Partisanenformation zusätzlich zu überprüfen und zu dokumentieren.“ Die Untersuchung endete mit Informationen, die die Heldentaten des sowjetischen Leutnants bestätigten. Die jugoslawische Seite reichte auch zusätzliche Dokumente ein. Infolgedessen wurde Mehdi durch ein Dekret des Präsidiums des Obersten Sowjets der UdSSR vom 11. April 1957 der Titel Held der Sowjetunion (postum) verliehen.
Am 7. Dezember 2012 hat der Schriftsteller P. Amelietti in Slowenien seinen Roman mit dem Titel „Einer für Alle oder Mehdis Rache“ vorgestellt.

## Historiker über Mehdi Hüseynzade
Die Publikation „Geschichte des Zweiten Weltkriegs 1939–1945“ klassifiziert Mehdi Huseynzade als Nationalhelden Jugoslawiens.
Der Historiker V.N.Kazak zitiert den ehemaligen Stabschef der 31. Division des 9. Korps der Volksbefreiungsarmee, Stanko Petelin-Voiko, wonach nur alleine Mehdi Huseynzade bei verschiedenen Operationen etwa tausend faschistische Invasoren vernichtete.
A. M. Sergienko, der die Dokumente des Zentralarchivs des Verteidigungsministeriums der Russischen Föderation studierte, schreibt: „Mehdi sprach sehr gut Deutsch und drang in die militärischen Einrichtungen des Feindes ein und brachte wertvolle Informationen. Von großer Bedeutung für das sowjetische Kommando waren die Daten, die Rybachenkov über den Transfer der Wehrmachteinheiten von Italien nach Ungarn herausgefunden und dokumentiert hatte.“
Auch der jugoslawische Militärhistoriker und zugleich Partisane Stanko Petelin widmete Mehdi Huseynzade in seiner Monographie „Die Gradnikov-Brigade“ ein eigenes Kapitel.
Informationen über die beiden größten Sabotageaktionen von Mehdi Huseynzade (2. und 22. April 1944) sind darüber hinaus detailliert in der „Chronologie des Volksbefreiungskrieges von 1941–1945“ enthalten.

## Die Rolle des sowjetischen Geheimdienstes in Bezug auf Mehdi Hüseynzade
Vom 2. April 1944 bis zum Kriegsende operierte eine Gruppe der sowjetischen Militärmission im Hauptquartier der Volksbefreiungsarmee und in diversen Partisanenabteilungen Sloweniens. Oberst Nikolai Kirillovich Patrakhaltsev, der als leitender Assistent des Missionsleiters und Personalnachrichtendienstoffizier des Unteroffiziers der Hauptnachrichtendirektion (GRU) sowie als Spezialist für Sabotage- und Geheimdienstaktivitäten fungierte, leitete die Mission. Am 6. Juni schlossen sich dieser Gruppe ein weiterer GRU-Offizier, Oberstleutnant Ivan Petrovich Rybachenkov und der Funker Leonidov an. Rybachenko und Leonidov waren dem Hauptquartier des 9. Korps angegliedert. Ihre Aufgaben waren die Organisation des Nachschubeingangs im Rahmen der sowjetischen Militärhilfe, Konsultationen slowenischer Kommandeure zu militärischen Fragen und die Sammlung von Informationen über den Feind. Die jeweiligen Rollen der Vertreter der sowjetischen Militärmission bei den Aktivitäten von Mehdis Gruppe bleiben jedoch unbestimmt.
Seine Gruppe fungierte als separate Sabotageeinheit des 9. Korps. Diese Information wird auch von Simon Vičič bestätigt, der beauftragt wurde, eine Verschwörungsverbindung zwischen der Aufklärungsgruppe von Mehdi und dem Leiter der Geheimdienstgruppe des 9. Korps (Sabotažno-Skupino) in der Region Goriska zu organisieren. Ivan Sulič, ein jugoslawischer Partisan, trug das Guerilla-Pseudonym „Zar“. Vicic schreibt;  „...Mehdi war ein echter Pfadfinder. Er wurde nie mit seinem echten Namen gerufen. Er war immer nur Michailo...Niemand wusste, woher er kam...Er sprach nur mit dem "Zar"“.
Der slowenische Forscher des Volksbefreiungskrieges, Marijan F. Kranjc, analysierte die Isolation der Gruppe von Mehdi und legte im Auftrag des sowjetischen Geheimdienstes eine Zusammenfassung der Missionen von Mehdi Huseynzade vor.

## Privatleben
Mehdi Huseynzade hatte zwei Schwestern – Pikya Alizade und Khuriet Azizbekova. Der Neffe seiner älteren Schwester – Akshin Alizade – wurde ein berühmter sowjetischer und aserbaidschanischer Komponist, Volkskünstler der aserbaidschanischen SSR.
Michailo war auch ein sehr guter Künstler sowie spielte auf Tar und komponierte Gedichte. Er war ein ausgezeichneter Minenentschärfer und konnte sehr gut Auto fahren. Laut einem Freund von M. Huseynzade, dem späteren Sekretär der Union der sowjetischen Künstler Aserbaidschans, M. Tarlanov, waren seine Lieblingsdichter Huseyn Javid, Mikail Mushfik, Samed Vurgun und Suleiman Rustam.

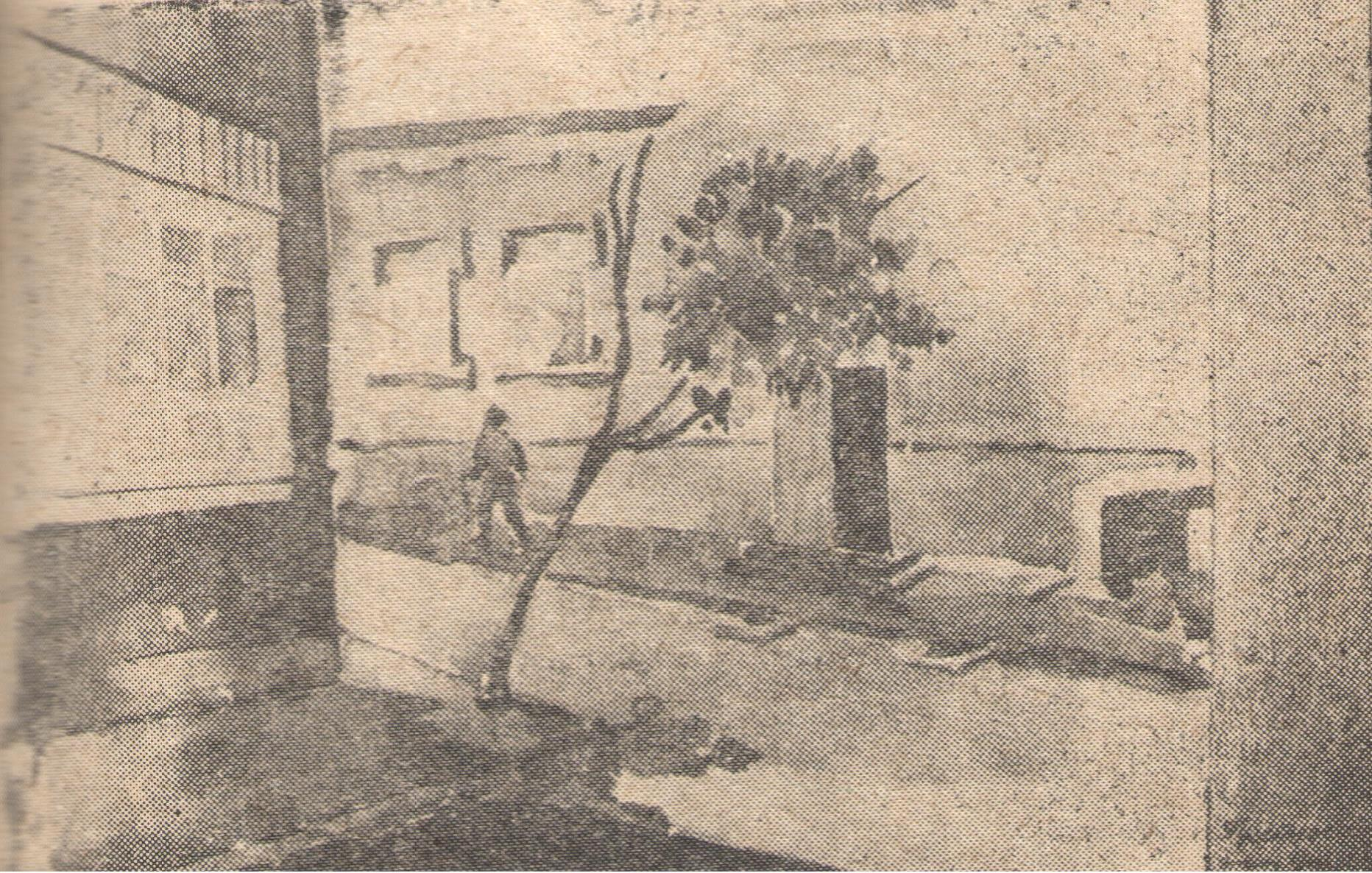
Gemälde von M. Huseynzade
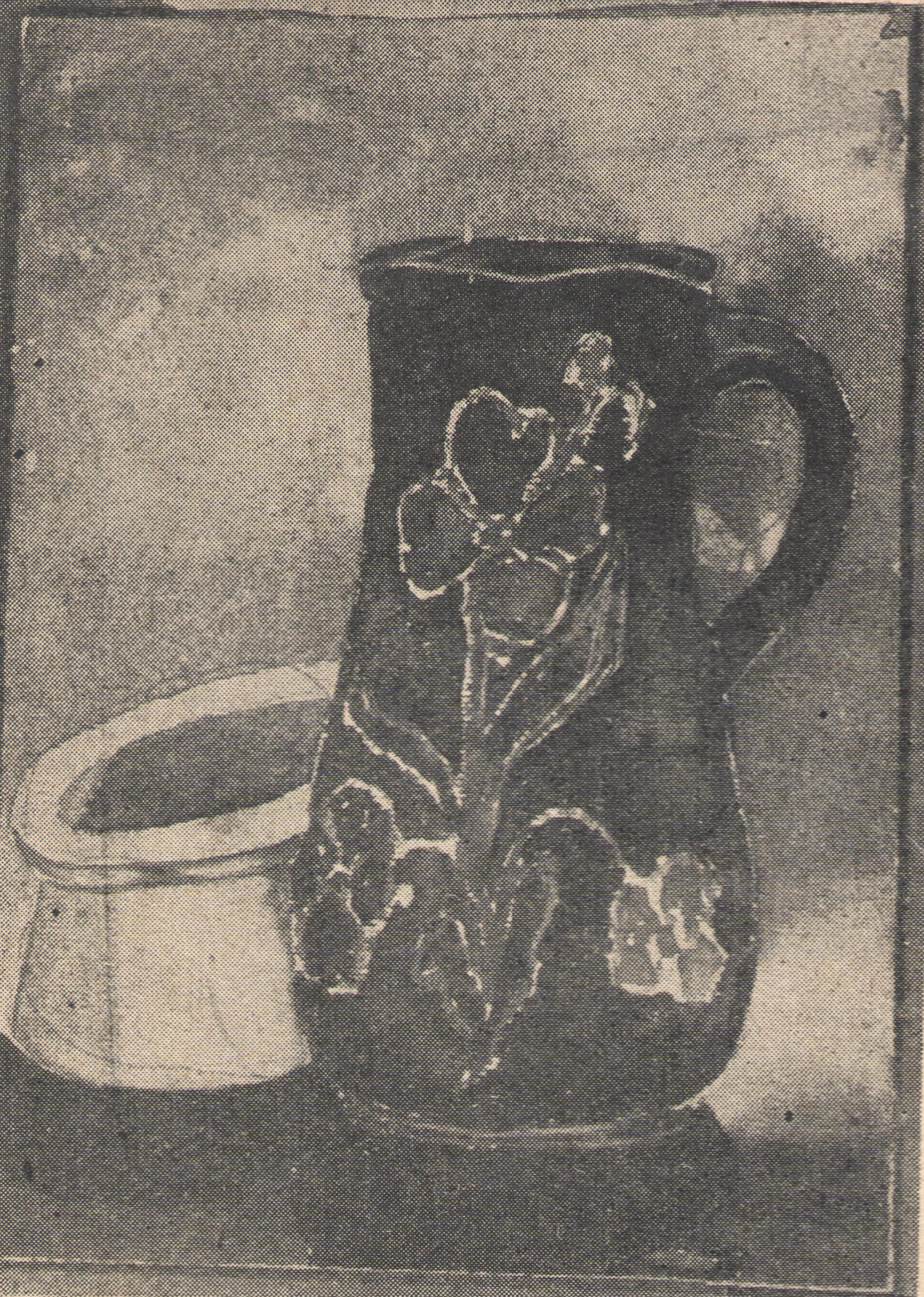
„Das stille Leben“ von M. Huseynzade
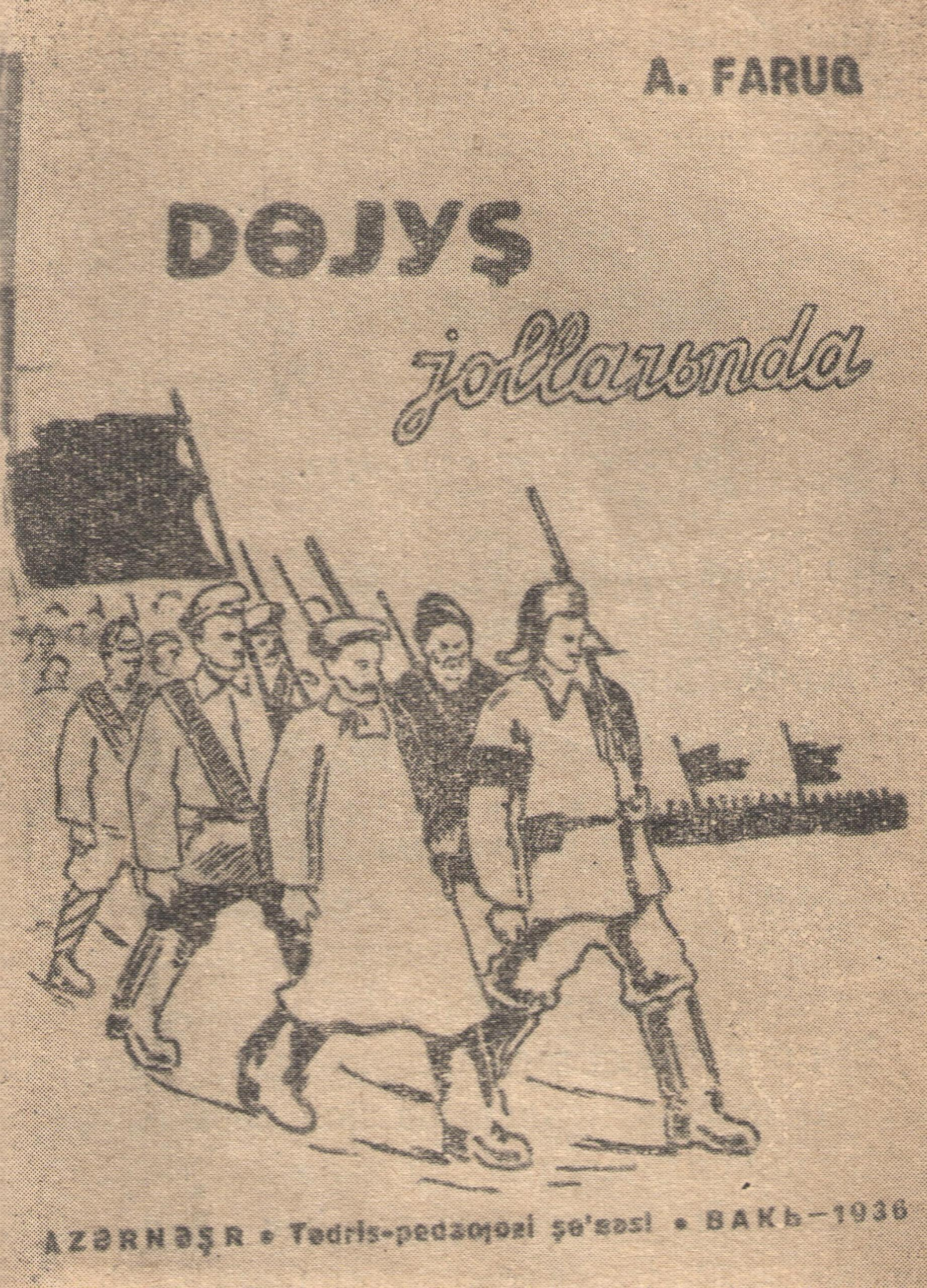
Cover des Buches „Auf den militärischen Spuren“ (1936). Maler: M. Huseynzade
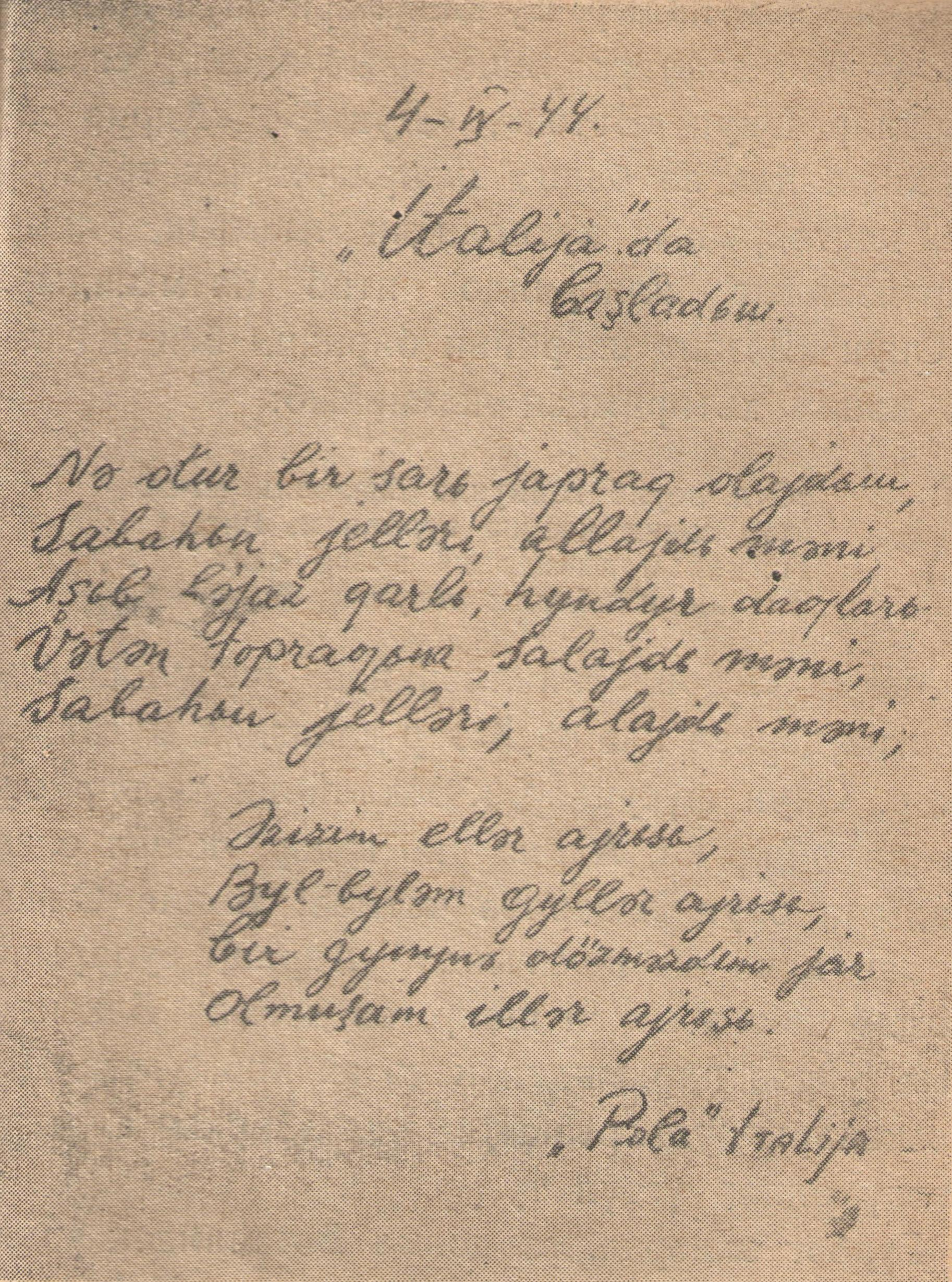
Ein Gedicht (aserbaidschanisch) von Mehdi, geschrieben im April 1944 in Italien, in der Stadt Pula.

## Gedenken
- Ein Roman über Mehdi Huseynzade von Imran Kasumov und Hasan Seyidbeyli mit dem Titel „An den entfernten Ufern“ (1954).[33]
- 1958 wurde basierend auf der Geschichte im Filmstudio „Aserbaidschanfilm“ der Spielfilm „An den entfernten Ufern“ (Regie: Tofig Taghizade) und im Jahre 2008 im Studio „Salnam“ der Dokumentarfilm „Michailo“ gedreht.[34]
- 1963 wurden die Memoiren eines Genossen von Mehdi, Javad Hakimli, mit dem Titel „Intigam“ (Rache) veröffentlicht, in denen die militärischen Heldentaten von Michailo beschrieben wurden.[35]
- 1973 wurde in Baku ein Denkmal für Mehdi Huseynzade errichtet.
- Das Fußballstadion in Sumgait, die Promenade in Mingəçevir, eine weiterführende Schule im Dorf Novkhany (Baku) [57], die Straßen in Baku, Gəncə und Terter sind nach Mehdi Huseynzade benannt.[36][37]
- Am 25. Oktober 2007 fand im slowenischen Dorf Šempas in der Nähe der slowenischen Stadt Nova Gorica, in deren Gebiet Huseynzade starb, die Eröffnungsfeier der Büste des Helden (Bildhauer: Akif Askerov) statt.[38]
- Am 10. Juni 2011 fand in der slowenischen Stadt Nova Gorica, eine Eröffnung des Denkmals und Museums für Mehdi Huseynzade. An der Eröffnung nahmen die Präsidenten von Aserbaidschan, İlham Əliyev, und der Slowene Danilo Türk teil.[39]
- Am 12. Dezember 2013 gab die Aserbaidschanische Post die Briefmarke Nr. 1130 heraus, die dem 95. Jahrestag von Mehdi Huseynzade gewidmet war.
- Am 21. Dezember 2013 wurde anlässlich des 95. Jahrestages von Mehdi Huseynzade im slowenischen Dorf Čepovan, in dem Huseynzade begraben worden ist, mit finanzieller Unterstützung von SOCAR und dem Ministerium für Kultur und Tourismus Aserbaidschans ein Gedenkkomplex errichtet.
- Am 17. November 2017 wurde in der slowenischen Stadt Maribor ein Denkmal für den Helden enthüllt.[40]
- Im Jahre 2018 wurde anlässlich des 100-jährigen Jubiläums von Mehdi Huseynzade in der Ukraine eine Briefmarke herausgegeben.

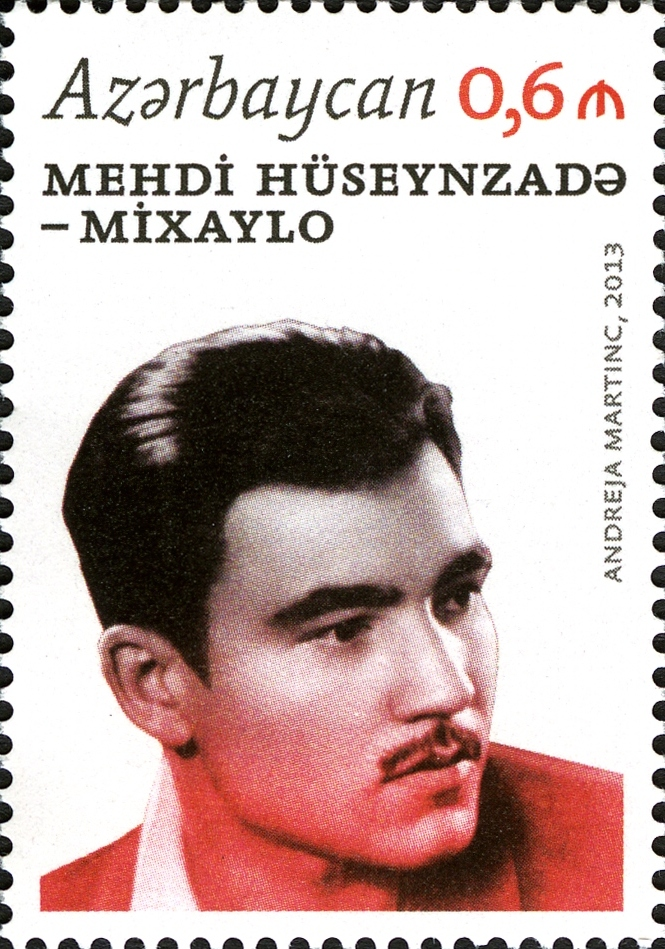
Aserbaidschanische Briefmarke zum 95. Geburtstag von M. Huseynzade
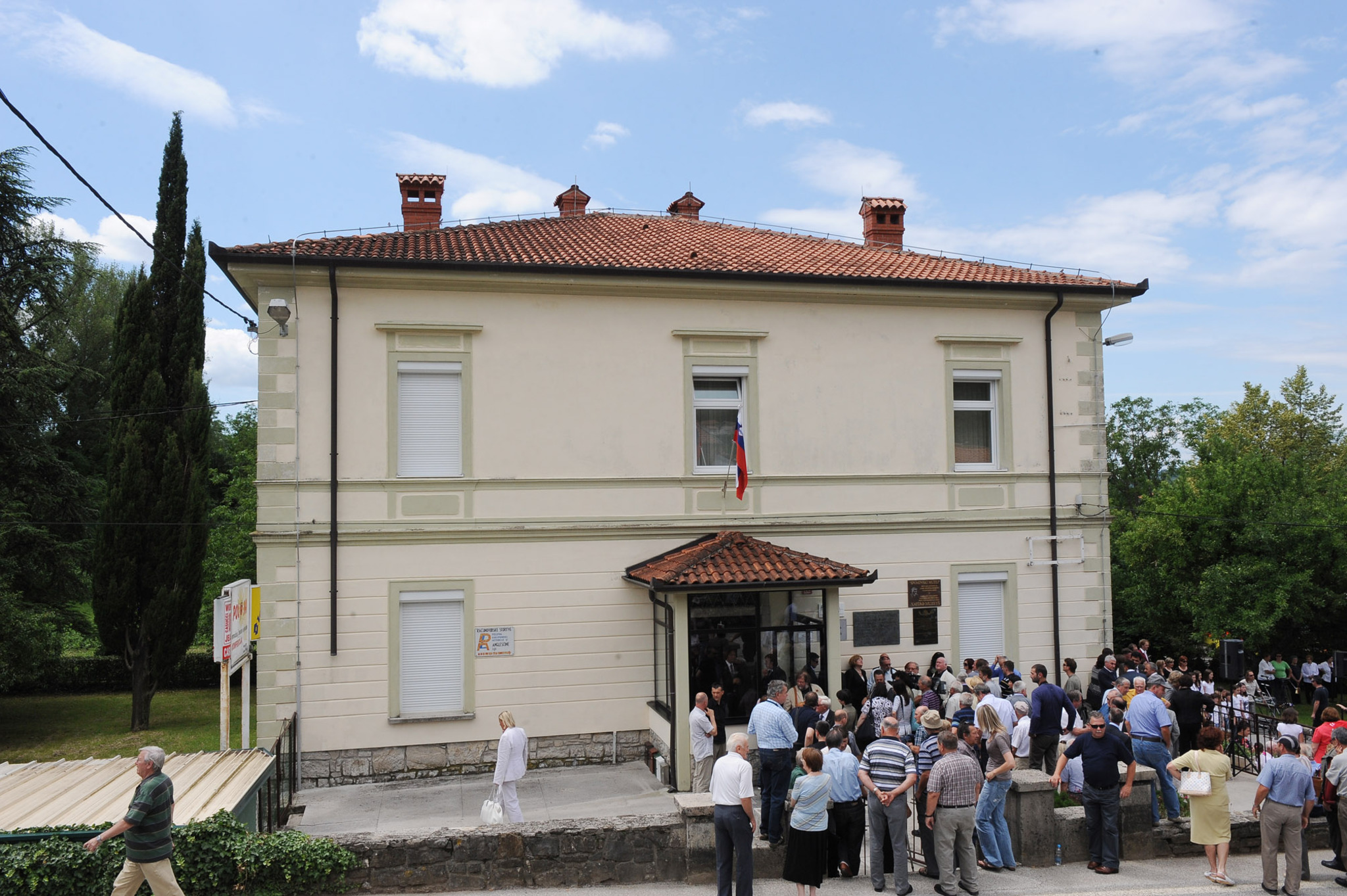
Das Museum in Nova Gorica
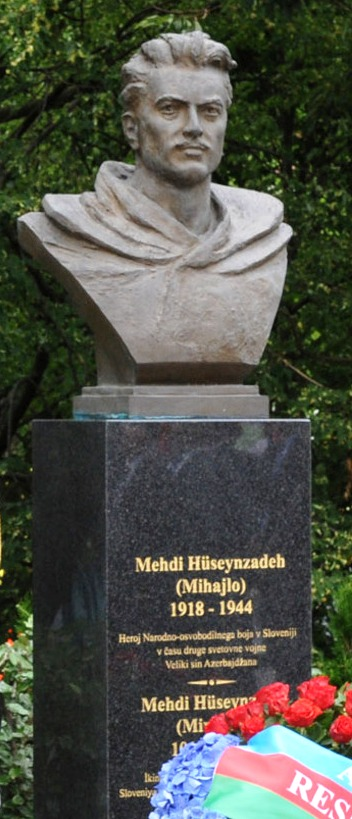
Mehdi Huseynzades Denkmal in Nova Gorica

### Video
- Dokumentarfilm «Man nannte ihn Michailo», russisch.